# Alexander Lyng
Alexander Lyng (Copenaghen, 26 novembre 2004) è un calciatore danese, attaccante del SønderjyskE.

## Carriera

### Club
Cresciuto nel settore giovanile dell'Helsingør, ha firmato il suo primo contratto professionistico il 27 novembre 2019. Ha debuttato in prima squadra il 23 luglio 2021 nell'incontro di 1. Division vinto 1-0 contro il Fremad Amager ed ha segnato il suo primo gol una settimana più tardi contro l'Esbjerg. Divenuto un elemento chiave nei mesi a venire, il 20 giugno 2023 è stato acquistato dal Servette che lo ha assegnato alla propria squadra riserve in Promotion League (la terza divisione svizzera).
Il 29 maggio 2024 è tornato in Danimarca in prestito al SønderjyskE, club di prima divisione, che al termine della stagione lo ha acquistato a titolo definitivo.

### Nazionale
Ha giocato con le nazionali giovanili danesi Under-18, Under-19 ed Under-20.

## Statistiche

### Presenze e reti nei club
Statistiche aggiornate al 28 luglio 2025.
| Stagione           | Squadra            | Campionato         | Campionato | Campionato | Coppe nazionali | Coppe nazionali | Coppe nazionali | Coppe continentali | Coppe continentali | Coppe continentali | Altre coppe | Altre coppe | Altre coppe | Totale | Totale | Totale |
| Stagione           | Squadra            | Comp               | Pres       | Reti       | Comp            | Pres            | Reti            | Comp               | Pres               | Reti               | Comp        | Pres        | Reti        | Pres   | Reti   |        |
| ------------------ | ------------------ | ------------------ | ---------- | ---------- | --------------- | --------------- | --------------- | ------------------ | ------------------ | ------------------ | ----------- | ----------- | ----------- | ------ | ------ | ------ |
| 2021-2022          | Helsingør          | 1D                 | 16         | 1          | CD              | 1               | 0               | -                  | -                  | -                  | -           | -           | -           | 17     | 1      |        |
| 2022-2023          | Helsingør          | 1D                 | 31         | 10         | CD              | 1               | 1               | -                  | -                  | -                  | -           | -           | -           | 32     | 11     |        |
| Totale Helsingør   | Totale Helsingør   | Totale Helsingør   | 47         | 11         |                 | 2               | 1               |                    | -                  | -                  |             | -           | -           | 49     | 12     |        |
| 2023-2024          | Servette U-21      | PL                 | 17         | 1          | -               | -               | -               | -                  | -                  | -                  | -           | -           | -           | 17     | 1      |        |
| 2024-2025          | SønderjyskE        | SL                 | 23         | 3          | CD              | 3               | 1               | -                  | -                  | -                  | -           | -           | -           | 26     | 4      |        |
| 2025-2026          | SønderjyskE        | SL                 | 2          | 1          | CD              | 0               | 0               | -                  | -                  | -                  | -           | -           | -           | 2      | 1      |        |
| Totale SønderjyskE | Totale SønderjyskE | Totale SønderjyskE | 25         | 4          |                 | 3               | 1               |                    | -                  | -                  |             | -           | -           | 28     | 5      |        |
| Totale carriera    | Totale carriera    | Totale carriera    | 89         | 16         |                 | 5               | 2               |                    | -                  | -                  |             | -           | -           | 94     | 18     |        |